# Rena Iwama
Rena Iwama –en japonés: 岩間怜那, Iwama Rena– (2 de agosto de 1979) es una deportista japonesa que compitió en lucha libre. Ganó una medalla de plata en el Campeonato Mundial de Lucha de 2000, en la categoría de 62 kg.

## Palmarés internacional
| Campeonato Mundial | Campeonato Mundial | Campeonato Mundial | Campeonato Mundial |
| Año                | Lugar              | Medalla            | Categoría          |
| ------------------ | ------------------ | ------------------ | ------------------ |
| 2000               | Sofía (Bulgaria)   | Medalla de plata   | 62 kg              |